# ديفيد زيلبرمان
ديفيد زيلبرمان (بالإنجليزية: David Zilberman) (ولد في 9 مايو 1947) هو اقتصادي إسرائيلي أمريكي، وأستاذ ورئيس كرسي روبنسون في قسم اقتصاديات الزراعة والموارد في جامعة كاليفورنيا، بيركلي. يعمل زيلبرمان أستاذًا في قسم اقتصاديات الزراعة والموارد في جامعة كاليفورنيا في بيركلي منذ عام 1979. وقد غطت أبحاثه مجموعة من المجالات بما في ذلك اقتصاديات تكنولوجيا الإنتاج والمخاطر في الزراعة والسياسة الزراعية والبيئية والتسويق والوقود الحيوي والتكنولوجيا الحيوية.